# Néferkaouhor
Néferkaouhor  Khoui-ouy-Hepou est un ancien souverain égyptien du début de la Première Période intermédiaire  et placé par la plupart des égyptologues comme membre de la VIIIe dynastie. En tant que tel, le siège du pouvoir de Néferkaouhor était Memphis et il ne détenait probablement pas le pouvoir sur toute l'Égypte. Avec Qakarê Ibi, il est le roi le mieux attesté de cette période du fait que huit décrets en état fragmentaire datant de son règne ont été trouvés à Coptos.

## Attestations

### Attestations contemporaines

#### Les décrets de Coptos
Au total, huit décrets différents trouvés dans le temple de Min à Coptos sont attribués à Néferkaouhor et subsistent encore aujourd'hui à l'état fragmentaire. Quatre de ces décrets, inscrits sur des plaques de calcaire, ont été donnés en 1914 par le philanthrope Edward Harkness au Metropolitan Museum of Art, où ils sont exposés à la galerie 103.
Sept des huit décrets ont été pris en un seul jour de la première année de règne de Néferkaouhor, peut-être le jour de son accession au trône. L'année en question a été baptisée Année de l'union des deux pays. Dans le premier décret, Néferkaouhor décerne des titres à sa fille aînée Nébet, épouse d'un vizir nommé Shemay. Il lui attribue un garde du corps, le commandant des soldats Khrod-ny (lire aussi Kha'redni), et ordonne la construction d'une barque sacrée pour un dieu appelé Deux-Puissances, peut-être le dieu syncrétisé Horus-Min,.

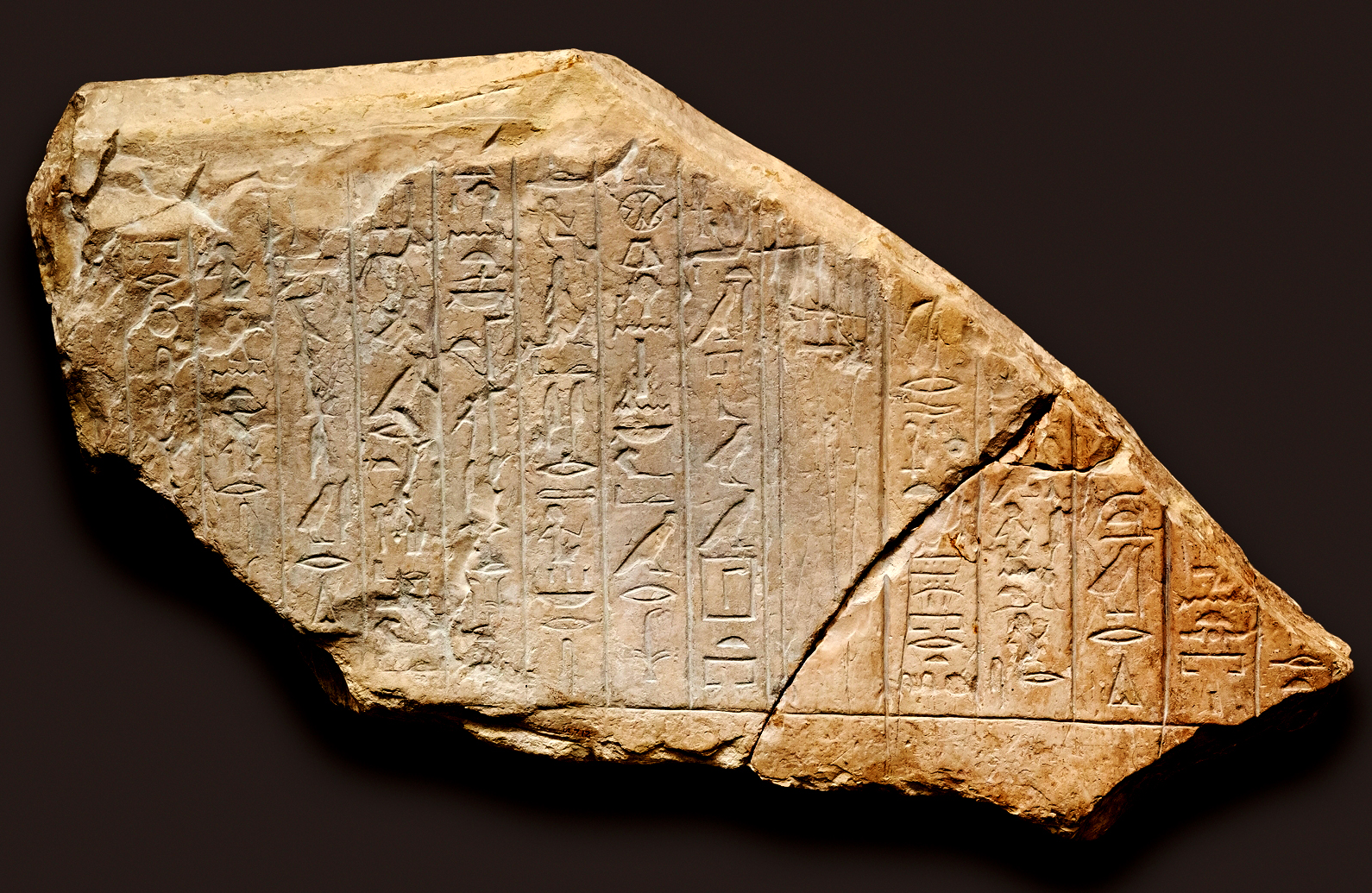
Décrets P et Q, adressés à Idy et son frère. Metropolitan Museum of Art, New York (Acc. No. 14.7.12)

Le deuxième décret, le mieux conservé, concerne la nomination du fils de Shemay, Idy, au poste de gouverneur de Haute-Égypte, qui régit les sept nomes les plus méridionaux d'Éléphantine à Diospolis Parva, :

« L'Horus Netjerbaou. Scellé en présence du roi lui-même au 2e mois [de Peret, 20e jour]. Décret royal au comte, le grand [voyant des prêtres, Idy] : vous êtes nommé comte, gouverneur de Haute-Égypte, surveillant des prêtres dans cette même Haute-Égypte, qui [est sous] votre surveillance vers le sud jusqu'en Nubie, vers le nord jusqu'au nome de la Bât, fonctionnant comme comte, surveillant des prêtres, chef des gouverneurs des villes qui sont sous votre surveillance, à la place de votre père, le père du dieu, bien-aimé du dieu, le prince héréditaire, le prince héréditaire, maire de la [ci]té pyramidale, juge en chef, vizir, gardien des archives du roi, comte, gouverneur de Haute-Égypte, chef des prêtres, Shemay. Nul n'a le droit de s'y opposer... »

Les troisième et quatrième décrets sont partiellement conservés sur un seul fragment. Ils indiquent que Néferkaouhor a donné au frère d'Idy un poste dans le temple de Min et peut-être aussi a informé Idy à ce sujet. Ce dernier décret a permis de comprendre pourquoi les décrets ont été trouvés dans le temple de Min, :
[Ma Majesté vous ordonne d'afficher] les paroles [de ce décret à la porte] du temple de Min [de Coptos pour toujours] et à jamais. On envoie le seul compagnon, le fils d'Hemy, Intef, à ce sujet. Scellé en présence du [roi] lui-même en l'année de l'Union des deux terres, mois 2 de Peret, jour 20.
Les autres décrets concernent la nomination de prêtres mortuaires dans les chapelles de Nebet et Shemay ainsi que la commande d'inventaires au temple de Min.

#### Autres attestations
Au-delà des décrets, Néferkaouhor est également attestée par deux inscriptions sur un mur de la tombe de Shemay. Elles sont datées de la première année de son règne, 4e mois de Chémou, jour 2. Les inscriptions rapportent l'apport de pierre du Ouadi Hammamat (Coptos est le point de départ des expéditions vers ce Ouadi). Les inscriptions sont en partie détruites, mais semblent indiquer que le travail a été fait en dix-neuf jours. Du Ouadi Hammamat sont connues trois inscriptions rupestres rapportant l'apport d'une pierre. L'un des textes est daté de la première année d'un roi anonyme. Dans deux des inscriptions est également mentionné Idy. Si cet Idy est identique à celui que l'on connaît par les décrets, l'inscription se réfère aussi à cette expédition sous le roi.

### Nouvel Empire
Néferkaouhor est présent dans deux listes royales datées du Nouvel Empire. La première liste est la liste d'Abydos dans laquelle le roi est cité à la 55e position sous le nom de Néferkaouhor. La seconde liste est le Canon royal de Turin dans lequel le roi est probablement cité à la position 5.12 mais le nom est en lacune. Si cette attribution est correcte, alors le Canon lui attribue une durée de règne de 2 ans, 1 mois et 1 jour,.